# Roméo LeBlanc
Roméo LeBlanc (ur. 18 grudnia 1927 w Memramcook, Nowy Brunszwik, zm. 24 czerwca 2009 w Memramcook) – kanadyjski dziennikarz i polityk, w latach 1995–1999 gubernator generalny Kanady.
Ukończył studia w zakresie pedagogiki i romanistyki. Karierę zawodową zaczynał od pracy nauczyciela, następnie był dziennikarzem kanadyjskiego radia publicznego. Kontakt z polityką rozpoczął od pełnienia stanowiska rzecznika prasowego premiera Lestera Pearsona, a później Pierre'a Trudeau. W 1972 został członkiem Izby Gmin z ramienia Liberalnej Partii Kanady, a wkrótce potem rozpoczął karierę ministerialną, podczas której zajmował się głównie resortami związanymi z zasobami naturalnymi (środowisko, rybołówstwo, oceany). W latach 1982–1984 był ministrem robót publicznych. W 1984 został członkiem Senatu, a w 1993 spikerem tej izby. W tym samym roku był jednym z szefów kampanii wyborczej liberałów przed wyborami do Izby Gmin. W 1995 objął urząd gubernatora generalnego. Jego kadencja oceniania jest niejednoznacznie, oskarża się go m.in. o faworyzowanie wschodnich regionów Kanady kosztem prowincji zachodnich. 
Po odejściu z urzędu przeszedł na polityczną emeryturę, karierę parlamentarną rozwija za to jego syn Dominic. 